# Salamandrella tridactyla
Salamandrella tridactyla är en groddjursart som först beskrevs av Aleksandr Mikhailovich Nikolskii 1906.  Salamandrella tridactyla ingår i släktet Salamandrella och familjen Hynobiidae. Inga underarter finns listade i Catalogue of Life.